# Beatsteaks/Diskografie
Diese Diskografie ist eine Übersicht über die musikalischen Werke der deutschen Alternative-Rock-/Punk-Band Beatsteaks. Den Schallplattenauszeichnungen zufolge hat sie bisher mehr als 580.000 Tonträger verkauft. Ihre erfolgreichste Veröffentlichung ist das Studioalbum Smack Smash mit über 200.000 verkauften Einheiten.

## Alben

### Studioalben
| Jahr | Titel          | Höchstplatzierung, Gesamtwochen, AuszeichnungChartplatzierungen (Jahr, Titel, Platzierungen, Wochen, Auszeichnungen, Anmerkungen) | Höchstplatzierung, Gesamtwochen, AuszeichnungChartplatzierungen (Jahr, Titel, Platzierungen, Wochen, Auszeichnungen, Anmerkungen) | Höchstplatzierung, Gesamtwochen, AuszeichnungChartplatzierungen (Jahr, Titel, Platzierungen, Wochen, Auszeichnungen, Anmerkungen) | Anmerkungen                                               |
| Jahr | Titel          | DE | AT | CH | Anmerkungen                                               |
| ---- | -------------- | --- | --- | --- | --------------------------------------------------------- |
| 1997 | 48/49          | — | — | — | Erstveröffentlichung: 1997                                |
| 1999 | Launched       | — | — | — | Erstveröffentlichung: 7. Mai 1999                         |
| 2002 | Living Targets | — | — | — | Erstveröffentlichung: 28. Januar 2002                     |
| 2004 | Smack Smash    | DE11 Platin · (40 Wo.)DE | AT19 (17 Wo.)AT | CH74 (6 Wo.)CH | Erstveröffentlichung: 1. März 2004 Verkäufe: + 200.000    |
| 2007 | Limbo Messiah  | DE3 Gold · (24 Wo.)DE | AT4 Gold · (17 Wo.)AT | CH19 (9 Wo.)CH | Erstveröffentlichung: 30. März 2007 Verkäufe: + 110.000   |
| 2011 | Boombox        | DE1 Gold · (28 Wo.)DE | AT3 (8 Wo.)AT | CH14 (4 Wo.)CH | Erstveröffentlichung: 28. Januar 2011 Verkäufe: + 100.000 |
| 2014 | Beatsteaks     | DE1 Gold · (11 Wo.)DE | AT6 (9 Wo.)AT | CH11 (6 Wo.)CH | Erstveröffentlichung: 1. August 2014 Verkäufe: + 100.000  |
| 2017 | Yours          | DE2 (9 Wo.)DE | AT7 (4 Wo.)AT | CH27 (2 Wo.)CH | Erstveröffentlichung: 1. September 2017                   |
| 2024 | Please         | DE3 (2 Wo.)DE | AT12 (1 Wo.)AT | CH82 (1 Wo.)CH | Erstveröffentlichung: 28. Juni 2024                       |

### Livealben
| Jahr | Titel               | Höchstplatzierung, Gesamtwochen, AuszeichnungChartplatzierungen (Jahr, Titel, Platzierungen, Wochen, Auszeichnungen, Anmerkungen) | Höchstplatzierung, Gesamtwochen, AuszeichnungChartplatzierungen (Jahr, Titel, Platzierungen, Wochen, Auszeichnungen, Anmerkungen) | Höchstplatzierung, Gesamtwochen, AuszeichnungChartplatzierungen (Jahr, Titel, Platzierungen, Wochen, Auszeichnungen, Anmerkungen) | Anmerkungen                        |
| Jahr | Titel               | DE | AT | CH | Anmerkungen                        |
| ---- | ------------------- | --- | --- | --- | ---------------------------------- |
| 2008 | Kanonen auf Spatzen | DE5 (21 Wo.)DE | AT11 (12 Wo.)AT | CH66 (3 Wo.)CH | Erstveröffentlichung: 2. Mai 2008  |
| 2013 | Muffensausen        | DE3 (6 Wo.)DE | AT25 (1 Wo.)AT | CH81 (1 Wo.)CH | Erstveröffentlichung: 7. Juni 2013 |

### Kompilationen
| Jahr | Titel      | Höchstplatzierung, Gesamtwochen, AuszeichnungChartplatzierungen (Jahr, Titel, Platzierungen, Wochen, Auszeichnungen, Anmerkungen) | Höchstplatzierung, Gesamtwochen, AuszeichnungChartplatzierungen (Jahr, Titel, Platzierungen, Wochen, Auszeichnungen, Anmerkungen) | Höchstplatzierung, Gesamtwochen, AuszeichnungChartplatzierungen (Jahr, Titel, Platzierungen, Wochen, Auszeichnungen, Anmerkungen) | Anmerkungen                              |
| Jahr | Titel      | DE | AT | CH | Anmerkungen                              |
| ---- | ---------- | --- | --- | --- | ---------------------------------------- |
| 2015 | 23 Singles | DE11 (3 Wo.)DE | AT22 (1 Wo.)AT | — | Erstveröffentlichung: 18. September 2015 |

Weitere Kompilationen
- 2012: Limbo Messiah / Boombox

### EPs
- 2002: Wohnzimmer-EP (Limitierte EP anlässlich des "Wohnzimmer"-Konzerts in der Berliner Columbiahalle am 21. Dezember)
- 2007: Demons Galore-EP
- 2018: Fever Deluxe (Deluxe Music Session Spezial aus dem Meistersaal)
- 2020: In the Presence of

### Demos
- 1996: … die erste (Limitierte Musikkassette mit sieben Liedern auf der A-Seite; 2. Auflage: 3 Liveaufnahmen auf der B-Seite)

## Singles
| Jahr | Titel Album                                  | Höchstplatzierung, Gesamtwochen, AuszeichnungChartplatzierungen (Jahr, Titel, Album, Platzierungen, Wochen, Auszeichnungen, Anmerkungen) | Höchstplatzierung, Gesamtwochen, AuszeichnungChartplatzierungen (Jahr, Titel, Album, Platzierungen, Wochen, Auszeichnungen, Anmerkungen) | Höchstplatzierung, Gesamtwochen, AuszeichnungChartplatzierungen (Jahr, Titel, Album, Platzierungen, Wochen, Auszeichnungen, Anmerkungen) | Anmerkungen                            |
| Jahr | Titel Album                                  | DE | AT | CH | Anmerkungen                            |
| ---- | -------------------------------------------- | --- | --- | --- | -------------------------------------- |
| 2004 | Hand in Hand Smack Smash                     | DE72 (9 Wo.)DE | — | — | Erstveröffentlichung: 15. März 2004    |
| 2004 | I Don’t Care as Long as You Sing Smack Smash | DE59 (9 Wo.)DE | — | — | Erstveröffentlichung: 14. Juni 2004    |
| 2004 | Hello Joe Smack Smash                        | DE53 (3 Wo.)DE | — | — | Erstveröffentlichung: 11. Oktober 2004 |
| 2007 | Jane Became Insane Limbo Messiah             | DE23 (8 Wo.)DE | AT51 (3 Wo.)AT | — | Erstveröffentlichung: 9. März 2007     |
| 2007 | Cut off the Top Limbo Messiah                | DE59 (9 Wo.)DE | — | — | Erstveröffentlichung: 29. Juni 2007    |
| 2011 | Milk & Honey Boombox                         | DE35 (6 Wo.)DE | AT66 (3 Wo.)AT | — | Erstveröffentlichung: 10. Januar 2011  |
| 2011 | Cheap Comments Boombox                       | DE82 (1 Wo.)DE | — | — | Erstveröffentlichung: 8. April 2011    |
| 2011 | Automatic Boombox                            | DE43 (8 Wo.)DE | AT55 (1 Wo.)AT | — | Erstveröffentlichung: 15. Juli 2011    |
| 2013 | SaySaySay Muffensausen                       | DE68 (2 Wo.)DE | — | — | Erstveröffentlichung: 26. April 2013   |
| 2014 | Gentleman of the Year Beatsteaks             | DE66 (8 Wo.)DE | — | — | Erstveröffentlichung: 20. Juni 2014    |

Weitere Singles
- 1998: 6-11-98 Knaack (Eintrittskarte für ein Konzert im Knaack (Berlin) am 6. November. Die Vinylplatten sind limitiert und von Hand nummeriert)
- 1998: Monsters of Hauptstadt
- 1999: Shiny Shoes
- 1999: Panic
- 2001: Summer
- 2002: Let Me In
- 2004: Loyal to None
- 2005: Frieda und die Bomben (vs. Turbostaat)
- 2007: Demons Galore
- 2007: Meantime
- 2008: Hail to the Freaks
- 2008: Hey du
- 2011: House on Fire
- 2013: Neat Neat Neat (feat. Tom Schwoll)
- 2014: Make a Wish
- 2015: Ticket
- 2016: French Disko (vs. Dirk von Lowtzow)
- 2017: Hate to Love (feat. Jamie T)
- 2022: Kommando Sunshine
- 2024: Detractors
- 2024: Dead Man
- 2024: Traumschiff
- 2024: Tonight

## Videoalben und Musikvideos

### Videoalben
| Jahr | Titel               | Höchstplatzierung, Gesamtwochen, AuszeichnungChartplatzierungen (Jahr, Titel, Platzierungen, Wochen, Auszeichnungen, Anmerkungen) | Höchstplatzierung, Gesamtwochen, AuszeichnungChartplatzierungen (Jahr, Titel, Platzierungen, Wochen, Auszeichnungen, Anmerkungen) | Höchstplatzierung, Gesamtwochen, AuszeichnungChartplatzierungen (Jahr, Titel, Platzierungen, Wochen, Auszeichnungen, Anmerkungen) | Anmerkungen                                                             |
| Jahr | Titel               | DE | AT | CH | Anmerkungen                                                             |
| ---- | ------------------- | --- | --- | --- | ----------------------------------------------------------------------- |
| 2004 | Smack Smash         | DE*DE | — | CH*CH | Erstveröffentlichung: 1. März 2004 * siehe Studioalbum                  |
| 2005 | B-Seite             | DE55 Gold · (1 Wo.)DE | AT4 (2 Wo.)AT | — | Erstveröffentlichung: 25. Januar 2005 Verkäufe: + 25.000                |
| 2008 | Kanonen auf Spatzen | DE* PlatinDE | — | — | Erstveröffentlichung: 2. Mai 2008 Verkäufe: + 50.000; * siehe Livealbum |
| 2013 | Muffensausen        | DE*DE | — | CH7 (1 Wo.)CH | Erstveröffentlichung: 7. Juni 2013 * siehe Livealbum                    |

Weitere Videoalben
- 2007: Demons Galore

### Musikvideos
| Jahr | Titel                            | Regisseur(e)       |
| ---- | -------------------------------- | ------------------ |
| 1999 | Shiny Shoes                      |                    |
| 1999 | Panic                            | Heiner Thimm       |
| 2001 | Summer                           |                    |
| 2002 | Let Me In                        | Bas Vink           |
| 2004 | Hand in Hand                     | Daniel Harder      |
| 2004 | I Don’t Care as Long as You Sing | Daniel Harder      |
| 2004 | Hello Joe                        | Zoran Bihać        |
| 2005 | Frieda und die Bomben            | Sofia Bavas        |
| 2007 | Jane Became Insane               | Sven Haeusler      |
| 2007 | Cut off the Top                  | Sharan Berkal      |
| 2007 | Demons Galore                    | Zoran Bihać        |
| 2011 | Milk & Honey                     |                    |
| 2011 | Cheap Comments                   |                    |
| 2011 | Automatic                        |                    |
| 2011 | House on Fire                    | Christopher Häring |
| 2013 | Neat Neat Neat                   |                    |
| 2013 | SaySaySay                        |                    |
| 2014 | Gentleman of the Year            | Sander Houtkruijer |
| 2015 | Ticket                           |                    |
| 2016 | French Disko                     | David Aufdembrinke |
| 2017 | I Do                             | Sander Houtkruijer |
| 2017 | L auf der Stirn                  | Auge Altona        |

## Remixe
- Jan Delay – Für immer und dich (Beatsteaks/Transporterraum RMX)

## Boxsets
- 2014: Beatsteaks Deluxe Box Set

## Statistik

### Chartauswertung
Die folgende Aufstellung beinhaltet eine Übersicht über die Charterfolge der Beatsteaks in den Album-, Single- sowie den Musik-DVD-Charts. In Deutschland besteht die Besonderheit, dass Videoalben sich ebenfalls in den Albumcharts platzieren. In Österreich und der Schweiz werden für Videoalben eigenständige Chartlisten geführt.
|                     | DE     | AT    | CH    |
| ------------------- | ------ | ----- | ----- |
| Nummer-eins-Alben   | DE2DE  | AT—AT | CH—CH |
| Top-10-Alben        | DE7DE  | AT4AT | CH—CH |
| Alben in den Charts | DE10DE | AT9AT | CH8CH |

|                       | DE     | AT    | CH    |
| --------------------- | ------ | ----- | ----- |
| Nummer-eins-Singles   | DE—DE  | AT—AT | CH—CH |
| Top-10-Singles        | DE—DE  | AT—AT | CH—CH |
| Singles in den Charts | DE10DE | AT3AT | CH—CH |

|                          | DE    | AT    | CH    |
| ------------------------ | ----- | ----- | ----- |
| Nummer-eins-Videoalben   | DE—DE | AT—AT | CH—CH |
| Top-10-Videoalben        | DE—DE | AT1AT | CH1CH |
| Videoalben in den Charts | DE—DE | AT1AT | CH1CH |

### Auszeichnungen für Musikverkäufe
Anmerkung: Auszeichnungen in Ländern aus den Charttabellen bzw. Chartboxen sind in ebendiesen zu finden.
| Land/RegionAuszeichnungen für Musikverkäufe (Land/Region, Auszeichnungen, Verkäufe, Quellen) | Gold     | Platin     | Verkäufe | Quellen           |
| -------------------------------------------------------------------------------------------- | -------- | ---------- | -------- | ----------------- |
| Deutschland (BVMI)                                                                           | 4× Gold4 | 2× Platin2 | 575.000  | musikindustrie.de |
| Österreich (IFPI)                                                                            | Gold1    | —          | 10.000   | ifpi.at           |
| Insgesamt                                                                                    | 5× Gold5 | 2× Platin2 |          |                   |